# Léonard de Port-Maurice
Saint Léonard de Port-Maurice, né à Porto Maurizio (Italie), 20 décembre 1676 et décédé à Rome  le 26 novembre 1751, est un prêtre italien et franciscain réformé célèbre pour ses écrits spirituels et par l'institution de la forme actuelle de la dévotion au Chemin de croix qu'il développe. Canonisé en 1869, il est liturgiquement commémoré le 26 novembre.

## Biographie

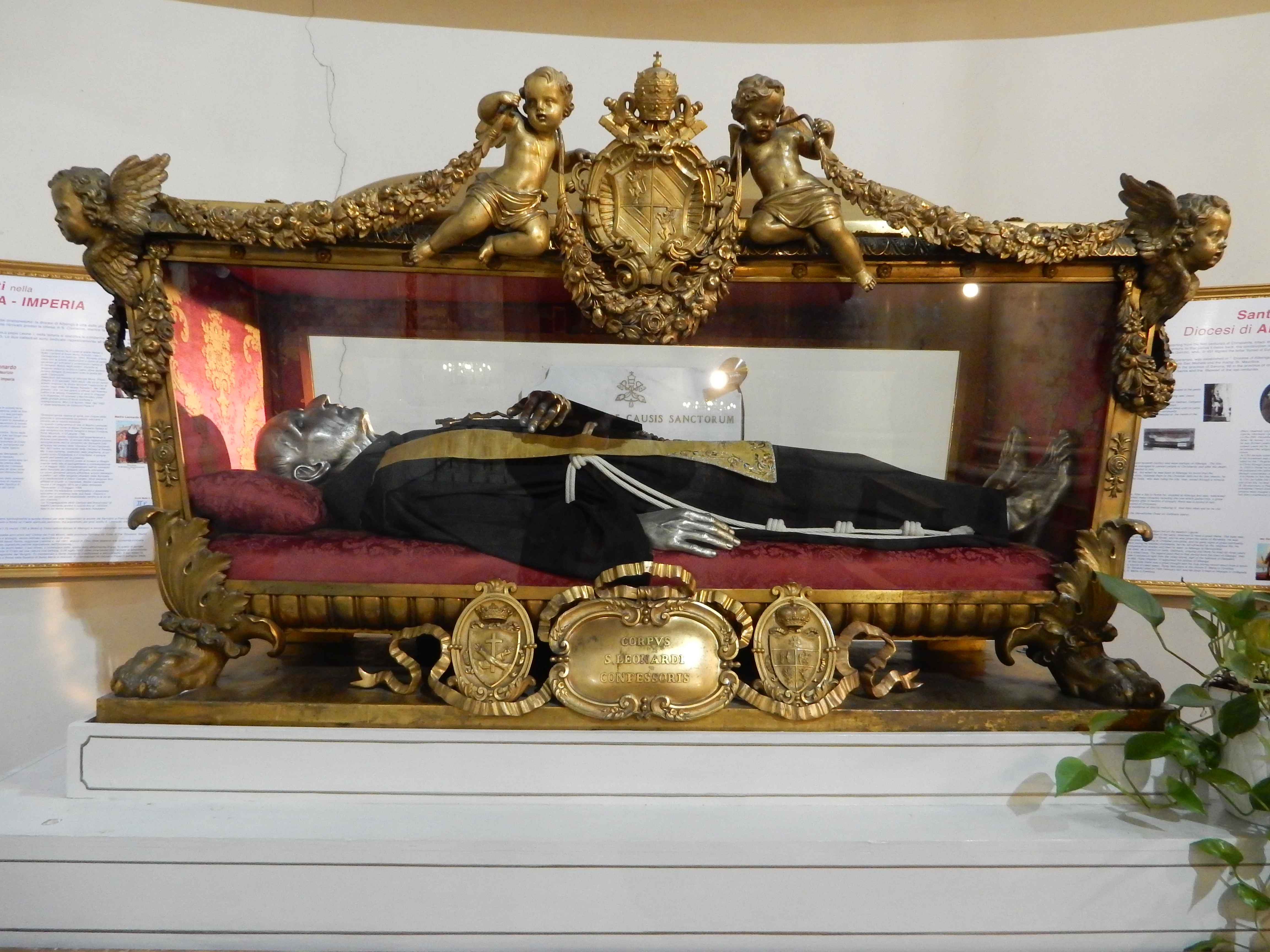
Châsse de saint Léonard. Basilique Saint-Maurice de Port-Maurice.

Enfant de Domenico Casanova et d'Anna-Maria Benza, Léonard naît le 20 décembre 1676 à Port-Maurice, en Ligurie (Italie), dans une famille de marins. 
Après des études primaires, il est envoyé faire ses humanités au Collège Romain, à Rome.
Le 2 octobre 1697, Léonard prend l'habit religieux franciscain et continue ses études à l'institut Saint Bonaventure. Après son ordination sacerdotale, il y reste comme enseignant, tout en espérant être envoyé en mission en Chine, mais une sévère hémorragie gastrique l'en empêche. Il en est si malade qu'il est renvoyé dans sa ville natale, Porto Maurizo, où le climat lui est plus favorable. Là, se trouve un couvent franciscain de stricte observance. Au bout de quatre ans, sa santé s'étant nettement améliorée, il commence à prêcher à Port-Maurice et dans les environs.
Quand Cosme III de Médicis remet le monastère Del Monte, situé à San Miniato, aux membres de la Riformella, Léonard y est envoyé par ce dernier. Là, Léonard et ses frères prêchent, tout en menant une vie de grande austérité et de pénitence. En 1710, il fonde le monastère d'Icontro, proche de Florence, où lui et ses compagnons peuvent organiser des retraites spirituelles entre leurs voyages missionnaires. 
En 1720, Léonard quitte la Toscane et se rend dans le sud de l'Italie, prêchant avec zèle et enthousiasme. Les Papes Clément XII et son successeur Benoît XIV l'appellent à Rome, tant ils le tiennent en grande estime. En effet, Léonard obtient un grand nombre de conversions et ses sermons attirent une très grande foule. Saint Alphonse de Liguori le nomme « le grand missionnaire de notre temps ». Léonard fonde aussi plusieurs sociétés pieuses et confraternités. Les familles et personnalités de l'époque l'invitent pour lui demander conseil ou se confesser auprès de lui : c’est le cas de la famille des Médicis, et du pape Benoît XIV,.
Ayant une profonde dévotion pour la Vierge Marie, il intensifie et codifie la pratique du Chemin de Croix, tandis qu'il transmet aux fidèles la pratique de l'adoration perpétuelle du Saint Sacrement, et la dévotion à l'Immaculée Conception. Il désire vivement que ce fondement important de la foi catholique soit érigé en dogme. Léonard élève de nombreux chemins de croix publics partout en Italie. Du 12 mai au 18 novembre 1744, il est envoyé en mission de prédication et de pacification en Corse par le pape Benoît XIV et par le Sénat de Gênes ; la Corse appartenait à l'époque à la république de Gênes, et l’île était déchirée entre de multiples partis adverses et ensanglantée par les conflits claniques. Lors de ses tournées missionnaires dans l'île, il se fait artisan de paix, convertit le bandit Lupo et parvient même à réconcilier durablement des familles touchées par la vendetta,.
En novembre 1751, tandis qu'il prêche dans la région de Bologne, le Pape Benoît XIV l'appelle à Rome. Son état de santé s'est fortement dégradé, d'autant plus que les fatigues de son activité missionnaire, ajoutées aux mortifications qu'il s'impose, l'ont épuisé. Il arrive le soir du 26 novembre au monastère Saint-Bonaventure et meurt la nuit même, à 23 heures. Il avait 75 ans.

## Vénération et canonisation

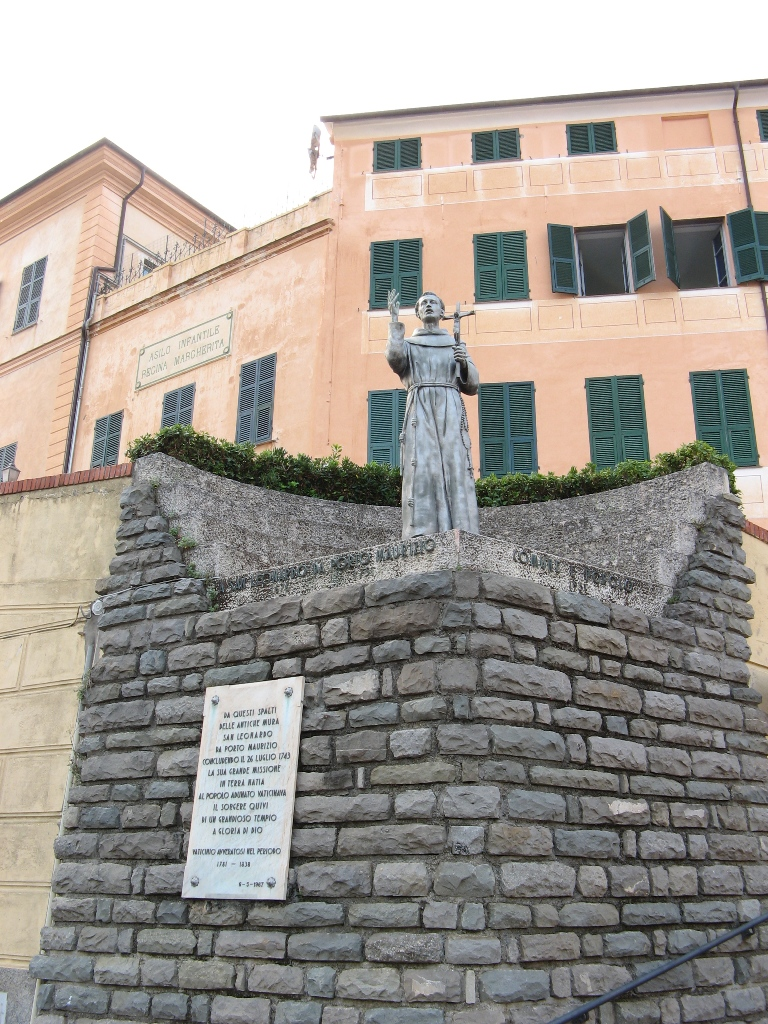
Statue de Saint Léonard à Port-Maurice

- Léonard de Port-Maurice est béatifié le 19 mars 1796 par le Pape Pie VI et canonisé le 29 juin 1869 par le Pape Pie IX. Sa fête est fixée au 26 novembre.
- Ses reliques sont conservées dans la chapelle qui lui est consacrée dans la basilique Saint-Maurice de Port-Maurice.
- Port-Maurice, sa ville natale, lui a érigé une statue.
- L'arrondissement montréalais de Saint-Léonard est nommé en son honneur.

## Écrits
Léonard de Port-Maurice a laissé de nombreux écrits : lettres, sermons, traités d'ascétisme, livres de dévotion. Beaucoup ont été traduits et publiés.
- Via Sacrea spianata ed illuminata (Le chemin de croix simplifié et expliqué)
- Il Tesoro Nascosto (le trésor caché, sur la Messe)
- Proponimenti (résolutions pour atteindre la perfection chrétienne)

Une édition complète de ses œuvres fut d'abord éditée à Rome en 13 volumes (1853-1884) : Collezione completa delle opere di B. Leonardo da Porto Maurizio, puis à Venise en cinq volumes (1868-1869) : Opere complete di S. Leonardo di Porto Maurizio.
En français :
- Œuvres complètes de S. Léonard de Port-Maurice (8 vols., Paris et Tournai, 1858),
- Sermons de S. Léonard de Port Maurice (3 vols., Paris).

## Citation
« Si le Seigneur, à l'heure de ma mort, me reproche d'avoir été trop doux avec les pécheurs, je lui répondrais : Jésus, si c'est une faute d'être trop miséricordieux avec les pécheurs, cette faute, c'est vous qui me l'avez enseignée, vous n'avez jamais rejeté celui qui vous demandait pardon »

## Sources
- (en)  Cet article contient des extraits traduits d'un article de la Catholic Encyclopedia dont le contenu se trouve dans le domaine public.